# Liste der Nummer-eins-Hits in den Hot 100 Airplay (1990)
Diese Liste enthält alle Nummer-eins-Hits in den Hot 100 Airplay Charts im Jahr 1990. Es handelt sich hierbei um die Charts mit den von den Radiostationen in den USA am häufigsten gespielten Musiktiteln, die vom US-amerikanischen Magazin Billboard veröffentlicht wurden. In diesem Jahr gab es 21 Spitzenreiter.
| Singles |
| --- |
| - Phil Collins – Another Day in Paradise - 6 Wochen (2. Dezember 1989 – 12. Januar 1990) - Michael Bolton – How Am I Supposed to Live Without You - 2 Wochen (13. Januar – 26. Januar) - Paula Abdul & The Wild Pair – Opposites Attract - 4 Wochen (27. Januar – 23. Februar) - Janet Jackson – Escapade - 4 Wochen (24. Februar – 23. März) - Taylor Dayne – Love Will Lead You Back - 2 Wochen (24. März – 6. April) - Jane Child – Don't Wanna Fall in Love - 2 Wochen (7. April – 20. April) - Sinéad O’Connor – Nothing Compares 2 U - 4 Wochen (21. April – 18. Mai) - Madonna – Vogue - 3 Wochen (19. Mai – 8. Juni) - Roxette – It Must Have Been Love - 3 Wochen (9. Juni – 29. Juni) - New Kids on the Block – Step by Step - 1 Woche (30. Juni – 6. Juli) - Glenn Medeiros feat. Bobby Brown – She Ain't Worth It - 3 Wochen (7. Juli – 27. Juli) - Mariah Carey – Vision of Love - 3 Wochen (28. Juli – 17. August) - Janet Jackson – Come Back to Me - 2 Wochen (18. August – 31. August) - Wilson Phillips – Release Me - 3 Wochen (1. September – 21. September) - Phil Collins – Something Happened on the Way to Heaven - 2 Wochen (22. September – 5. Oktober) - George Michael – Praying for Time - 2 Wochen (6. Oktober – 19. Oktober) - James Ingram – I Don’t Have the Heart - 2 Wochen (20. Oktober – 2. November) - Vanilla Ice – Ice Ice Baby - 1 Woche (3. November – 9. November, insgesamt 2 Wochen) - Maxi Priest – Close to You - 1 Woche (10. November – 16. November) - Vanilla Ice – Ice Ice Baby - 1 Woche (17. November – 23. November, insgesamt 2 Wochen) - Mariah Carey – Love Takes Time - 4 Wochen (24. November – 21. Dezember) - Stevie B – Because I Love You - 2 Wochen (22. Dezember 1990 – 4. Januar 1991) |